# Gliceria
Gliceria – imię żeńskie pochodzenia greckiego. Wywodzi się od słowa glykys oznaczającego słodycz. Patronką tego imienia jest św. Gliceria (zm. 177, męczennica). Męskie odpowiedniki - Gliceriusz i Glicery.
Gliceria imieniny obchodzi 13 maja i 22 października